# Pedro Mouratian
Pedro Marcelo Mouratian (Valentín Alsina, Lanús, Provincia de Buenos Aires, 8 de julio de 1965) es un político argentino. Tuvo un rol preponderante en la aprobación de las leyes del Reconocimiento del Genocidio armenio cometido por Turquía (Ley 26.199) y de Matrimonio Igualitario (Ley 26.618). Se desempeñó como interventor en INADI desde junio de 2011 a diciembre de 2015.

## Biografía
Mouratian nació el 8 de julio de 1965 en Valentín Alsina, en la Provincia de Buenos Aires. Hijo de María Hekimian, nacida en Montevideo, República Oriental del Uruguay y Carlos Garabed Mouratian, un especialista en alfombras persas y armenias. Pedro es el segundo hijo de los tres que tuvieron. Sus abuelos llegaron al Río de la Plata escapándose del genocidio armenio cometido por Turquía en los años 1915-1923.
Mouratian hizo el jardín de infantes, la primaria y la secundaria en la Escuela Armenia Jrimian, de la Asociación Cultural Armenia. 

### Carrera
Interesado por trabajar en el tema de las reivindicaciones por el tema de las reparaciones históricas al pueblo armenio, en 1981 entró en las filas de la Unión Juventud Armenia (UJA), en la filial Valentín Alsina y allí comenzó su vocación por la política. En el año 1983 inició la carrera de Licenciatura en Publicidad en la Universidad Nacional de Lomas de Zamora. En 1984 formó parte de la Comisión Central Sudamericana de la Unión Juventud Armenia.
En 1987 dirigió el semanario La Tribuna para toda la zona norte del Gran Buenos Aires. Desde el año 1992 fue el editor del Diario Armenia. De 1998 a 2003 fue Presidente del Foro de ONG´s que luchan contra la discriminación y miembro del Consejo de Presidencia de la Asamblea Permanente por los Derechos Humanos (APDH).
Participó en 2001 como representante de la República Argentina de la Conferencia de Revisión de Durban realizada en la sede de Naciones Unidas (ONU) en Ginebra, repitiendo en 2009 su asistencia como representante del Ministerio de Justicia y Derechos Humanos de Argentina. Fue Director del Consejo Nacional Armenio de Sudamérica en 2002 hasta 2006, cuando fue nombrado Vicepresidente del Instituto Nacional contra la Discriminación, la Xenofobia y el Racismo (INADI), por acuerdo de ambas Cámaras del Congreso Nacional y designado por el presidente Néstor Kirchner. Mantiene el cargo durante sus cuatro años correspondientes.
En 2010 se lo designó miembro de la delegación oficial argentina en la presentación del 19° y 20° Informes Periódicos ante el Comité para la Eliminación de todas las formas de Discriminación Racial de las Naciones Unidas. En el mismo año fue distinguido por la Delegación de Asociaciones Israelitas Argentinas (DAIA), en reconocimiento de “su actitud permanente en pos de rescatar la pluralidad, la diversidad, la convivencia y contribuir a construir una sociedad mejor”. Además, en el mismo año recibió una distinción del Centro Islámico de la República Argentina (CIRA) por su trayectoria en el campo de los derechos humanos.
Tras haber finalizado su gestión como vicepresidente del INADI, fue designado en 2010 como Coordinador de Investigación y Capacitación de Políticas contra Discriminación del Ministerio de Justicia y Derechos Humanos, con rango de Subsecretario, mediante los Decretos presidenciales N° 219 y 220. En el discurso de asunción expresó su reconocimiento a la presidenta de la Nación, Cristina Fernández de Kirchner, por haber tomado la decisión de nombrarlo en un cargo de tan alta responsabilidad.
El 10 de junio de 2011 el gobierno nacional presidido por Cristina Kirchner dispuso intervenir por 180 días el Instituto Nacional contra la Discriminación, la Xenofobia y el Racismo (INADI) mediante el Decreto 756 y designó a Mouratian al frente del organismo.